# Kōsaku Yosida
Kôsaku Yosida, em japonês: 吉田 耕作 Yoshida Kōsaku, (Hiroshima, 7 de fevereiro de 1909 — 20 de junho de 1990) foi um matemático japonês.
Trabalhou no campo de análise funcional. É conhecido pelo teorema de Hille-Yosida sobre semigrupos C0.